# Ferenc Kósa
Ferenc Kósa (ur. 21 listopada 1937 w Nyíregyháza, zm. 12 grudnia 2018 w Budapeszcie) – węgierski reżyser i scenarzysta filmowy. Odegrał kluczową rolę w odnowie węgierskiego kina lat 60. W czasie swojej trwającej ponad ćwierć wieku kariery wyreżyserował ogółem 13 filmów: siedem fabularnych, dwa dokumentalne i cztery krótkometrażowe.

## Życiorys
Wychował się i spędził młodość na skromnej farmie swojej babki w ubogiej wschodniej części Węgier. W czasie studiów na budapeszteńskiej Akademii Sztuki Filmowej zaprzyjaźnił się ze starszymi studentami Istvánem Gaálem i Sándorem Sárą, wraz z którymi wkrótce wniósł do węgierskiego kina nowy styl filmowy.
Cechą wyróżniającą całą twórczość Kósy było zainteresowanie historią. Poprzez sięganie do dawnych wydarzeń mówił on wiele na temat współczesnej sytuacji Węgier. Innym wyróżnikiem jego filmów było kierowanie kamery na prostych ludzi z niższych warstw społecznych, a także na postaci z misją, które trzymają się ściśle standardów etycznych bez względu na okoliczności.
Kósa zdobył nagrodę za reżyserię na 20. MFF w Cannes za swój debiut fabularny Dziesięć tysięcy dni (1967), opowiadający o życiu chłopskiej rodziny na przestrzeni trzech burzliwych dekad, począwszy od lat 30. Decyzją węgierskich władz obraz przeleżał trzy lata na półce, gdyż były w nim odwołania do rewolucji 1956 roku.
Współautorem scenariuszy do kilku filmów Kósy był pisarz i poeta Sándor Csoóri, a za zdjęcia odpowiadał zazwyczaj Sándor Sára. Wspólnie pracowali nie tylko nad filmem Dziesięć tysięcy dni, ale również nad Koroną śmierci (1970) i Śnieżycą (1974).
Kósa kręcił również filmy dokumentalne. Jego Misja (1977) poświęcona była sylwetce Andrása Balczó, zdobywcy trzech złotych i dwóch srebrnych medali olimpijskich w pięcioboju nowoczesnym. Choć początkowo film odniósł duży sukces na Węgrzech, został później zakazany za krytykę systemu komunistycznego.
W latach 1990–2006 był posłem Węgierskiej Partii Socjalistycznej, której był jednym z założycieli. Odegrał kluczową rolę w opracowaniu projektu ustawy regulującej finansowanie węgierskiej kinematografii.